# 珠海恒隆学校
珠海恒隆学校是由珠海恒隆集团投资兴建的一所从幼儿园到小学的现代化学校，于1995年创办，位于香洲区人民西路。学校设有幼儿部和小学部，是一个集寄宿和走读为一体的现代化的新型教育基地。学校设备优良，拥有现代化的教学、生活设施。恒隆学校于2005年被评为“珠海市一级学校”。现有教职员工70多名，在校人数1000多人。

## 周边交通
- 珠海公交恒隆学校站：8路、15路、20路（往吉大总站）、56路、68路、992路